# كفور الغاب
كفور الغاب هي إحدى قرى مركز كفر سعد التابع لمحافظة دمياط بجمهورية مصر العربية.